# کووالا (استان ماسوویان)
کووالا (به لهستانی:  Kowala) یک روستا در لهستان است که در گمینا کووالا واقع شده‌است.
 کووالا  ۹۹۰ نفر جمعیت دارد.